# Chlumec nad Cidlinou (nádraží)
Chlumec nad Cidlinou je železniční stanice v severní části města Chlumec nad Cidlinou v okrese Hradec Králové v Královéhradeckém kraji poblíž Chlumeckého rybníka. Nádražím prochází železniční trať Velký Osek – Choceň (elektrifikována stejnosměrnou napájecí soustavou o 3 kV) a vycházejí z něj tratě do Trutnova a Křince. Před staniční budovou je umístěno městské autobusové stanoviště.

## Historie
Stanice byla vybudována jakožto součást odbočné trati Rakouské severozápadní dráhy (ÖNWB) spojující Vídeň a Berlín, a jejího propojení severovýchodním směrem k hranicím s Pruskem. Autorem univerzalizované podoby stanic pro celou dráhu byl architekt Carl Schlimp. 20. prosince 1870 přijel do Chlumce první vlak při zprovoznění 67 kilometrů dlouhého úseku z Velkého Oseku do Ostroměře. Společnost dále rozšířila železnici ve směru na Hradec Králové a Týniště nad Orlicí, provoz zde byl zahájen v lednu 1874.
9. května 1901 pak železniční společnost  Místní dráha Chlumec – Králové Městec místního továrníka Karla Friče dostavěla a rozběhla trať z oseckého zhlaví do Městce Králové, která propojila železniční spojení s železničním uzlem v Křinci.
V roce 1964 byla stanice necitelně přestavěna a omítnuta, původní štukové prvky byly sňaty, vedle výpravní budovy vyrostla správní budova. Provoz elektrické trakce byl zahájen 6. ledna 1966 ve 13.20 hodin.[zdroj?]

## Popis
Nachází se zde jedno hranové a tři poloostrovní nekrytá nástupiště, k příchodu na poloostrovní nástupiště slouží přechody přes kolejiště.

## Fotogalerie

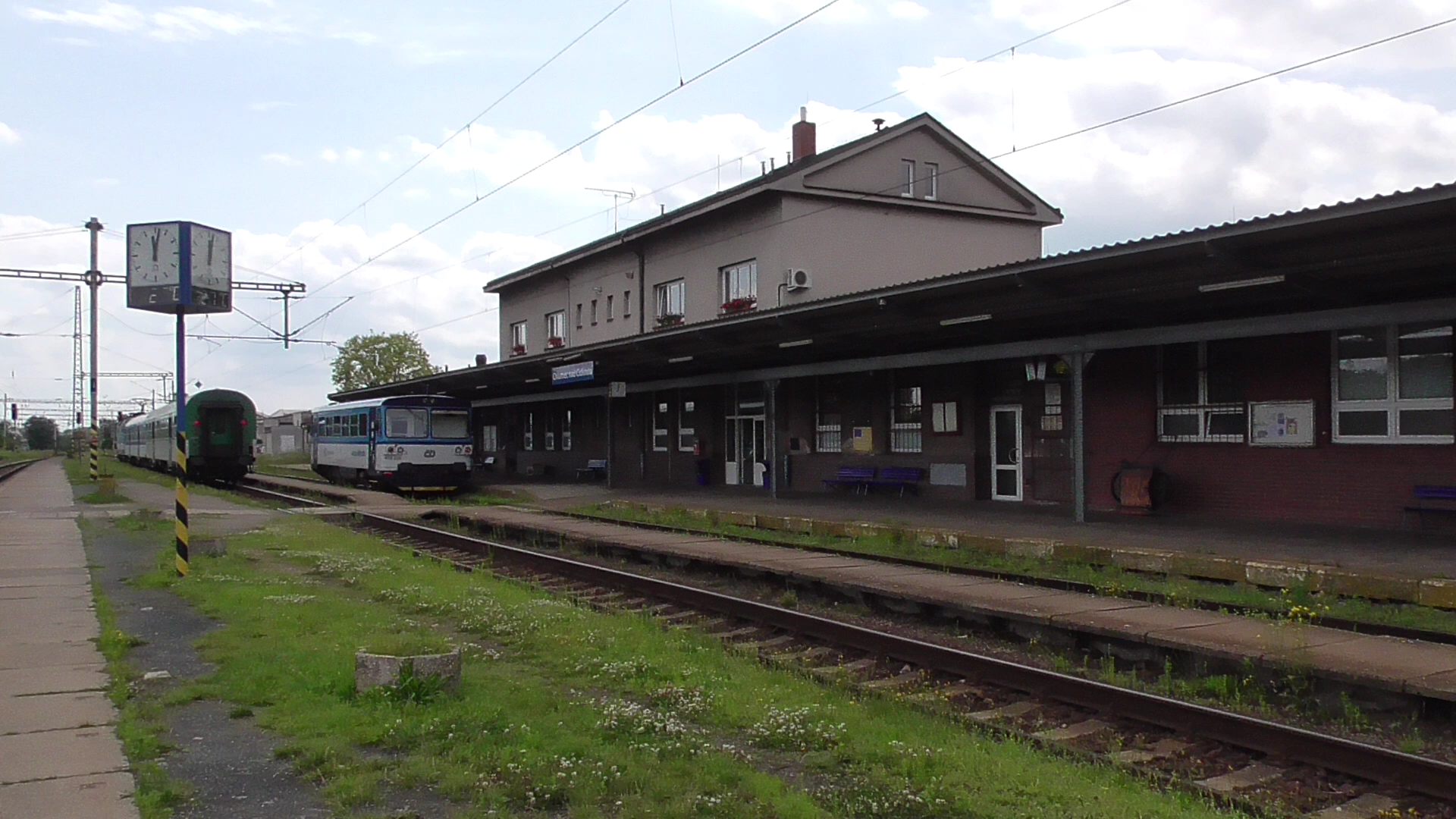
Nádražní budova, pohled z kolejiště směrem od Velkého Oseka
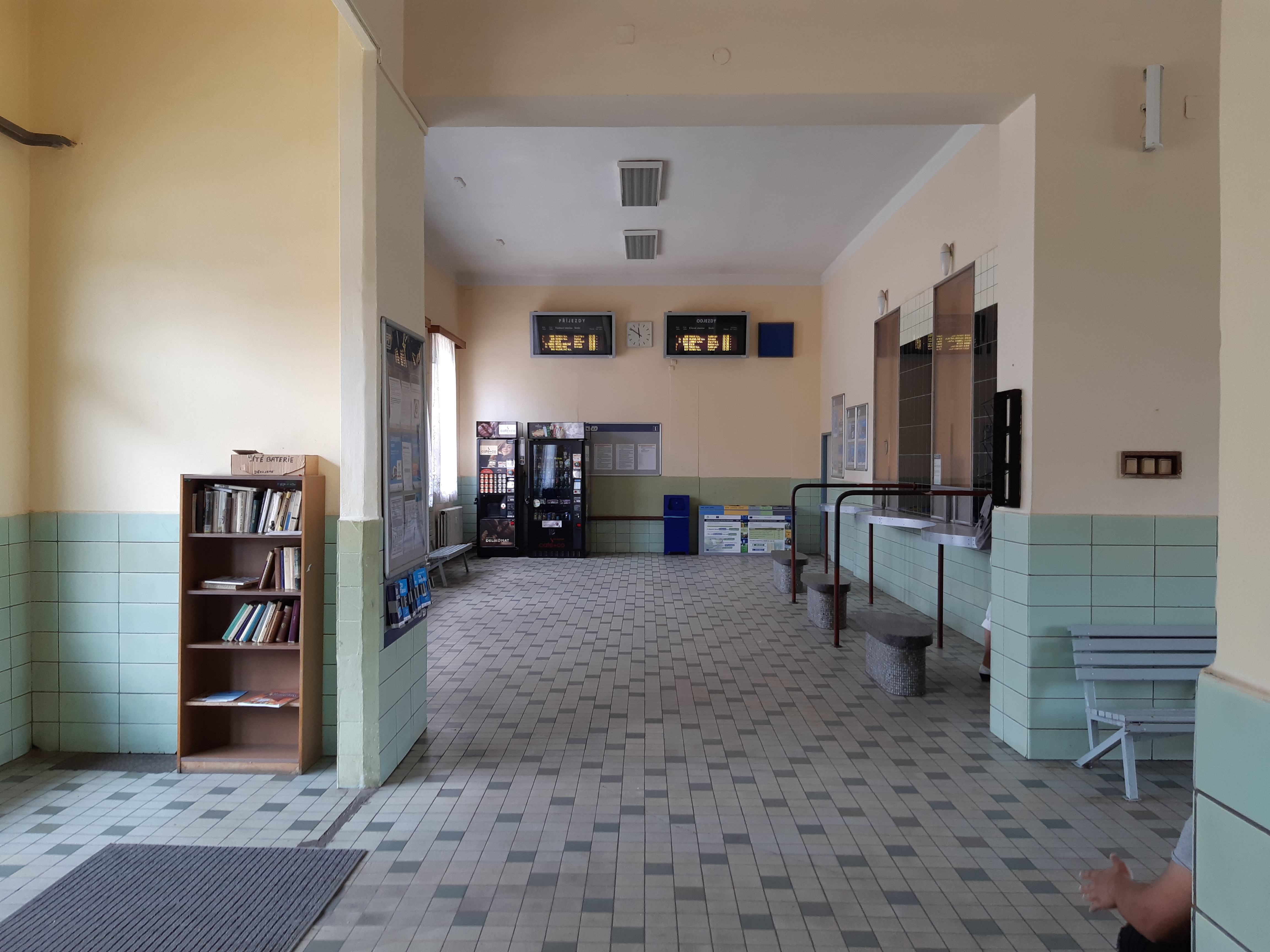
Interiér čekárny pro cestující
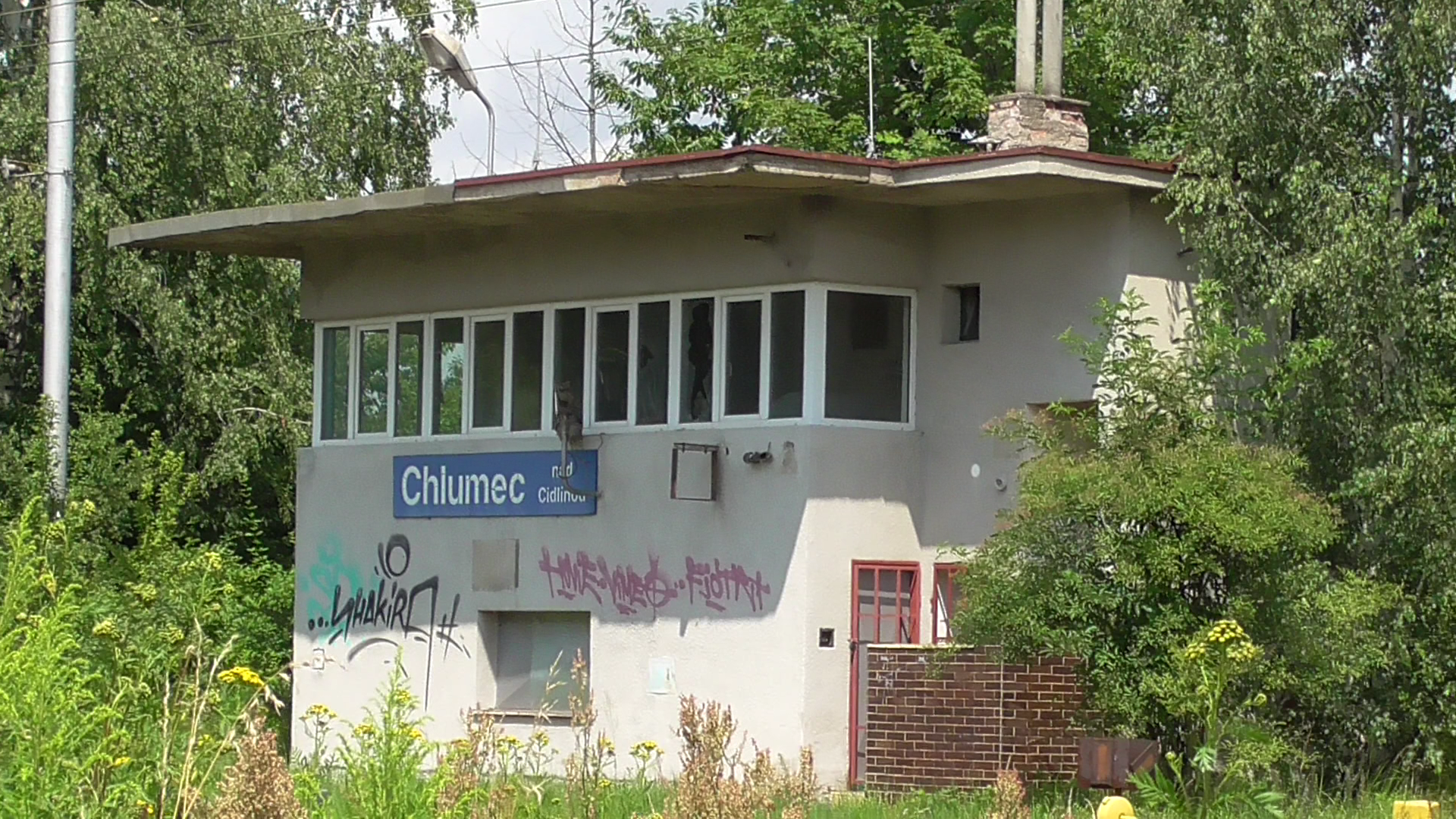
Budova bývalého stavědla na převýšovském zhlaví